# Rio Grande (Río Bravo)
De Rio Grande (naam in de Verenigde Staten) of Río Bravo (naam in Mexico, officieel Río Bravo del Norte) is een rivier in Noord-Amerika. Hij ontspringt in Colorado tussen de Sangre de Cristobergen en de San Juanbergen, loopt dan naar het zuiden door New Mexico tussen het Colorado Plateau en de Rocky Mountains, waar hij tussen Ciudad Juárez en El Paso de grensrivier wordt tussen de VS (Texas) en Mexico, en vanaf daar naar het zuidoosten om uit te monden in de Golf van Mexico bij Brownsville, de belangrijkste haven van de rivier. De rivier is ongeveer 3060 kilometer lang.
De belangrijkste zijrivieren zijn de Conchos en de Pecos. De loop van de rivier wordt onderbroken door een aantal stuwdammen.
De rivier vormt sinds het einde van de Mexicaans-Amerikaanse Oorlog bij de Vrede van Guadalupe Hidalgo in 1848 de grens tussen Mexico en de Verenigde Staten. Voor 1835 was dat de Sabine, en van 1835 tot het uitbreken van de Mexicaans-Amerikaanse Oorlog was de Nueces de grensrivier tussen Mexico en de republiek Texas, alhoewel Texas al claimde dat de Rio Grande de grens vormde.
Er wordt meer water gebruikt uit de rivier dan deze aankan. Sinds de zomer van 2003 ligt het deel tussen Albuquerque en het Big Bend National Park regelmatig droog. Voor het grootste deel stroomt de rivier door woestijngebieden. Ecologen vrezen dat de rivier geheel zal opdrogen als er geen maatregelen worden genomen.